# Sailauf
Sailauf – miejscowość i gmina w Niemczech, w kraju związkowym Bawaria, w rejencji Dolna Frankonia, w regionie Bayerischer Untermain, w powiecie Aschaffenburg. Leży około 10 km na północny wschód od Aschaffenburga, przy drodze B26.

## Dzielnice
W skład gminy wchodzą dwie dzielnice:
- Eichenberg
- Sailauf

## Zabytki i atrakcje
- kościół pw. św. Wita (St. Vitus)
- festyn czosnku

## Polityka
Wójtem jest Sailauf z CSU. Rada gminy składa się z 17 członków:
|      | CSU | SPD | Wolna Wspólnota Eichenberg | Razem     |
| 2002 | 8   | 5   |                            | 17 miejsc |

## Osoby urodzone w Sailauf
- Felix Magath (ur. 1953) – piłkarz, trener